# Gwen Ffrangcon Davies
Dame Gwen Lucy Ffrangcon-Davies (Londra, 25 gennaio 1891 – Halstead, 27 gennaio 1992) è stata un'attrice inglese.

## Biografia
Ha debuttato a teatro nel 1911, incoraggiata da Ellen Terry. Nel 1924 interpretò Giulietta accanto al Romeo di John Gielgud nella tragedia shakespeariana e tornerà a recitare con Gielgud come Lord e Lady Macbeth nel 1942. Nel corso della sua lunga carriera ricoprì la gran parte dei grandi ruoli shakespeariani, tra cui Portia ne Il mercante di Venezia, Cleopatra in Antonio e Cleopatra, Cordelia e Ragn in Re Lear, Titania in Sogno di una notte di mezza estate, Ofelia in Amleto, Beatrice in Molto rumore per nulla e la Regina Caterina in Enrico VIII. Altre apparizioni notevoli sono state quello in Enrico V con Ivor Novello nel 1938, ne L'importanza di chiamarsi Ernesto nel 1940, e in Lungo viaggio verso la notte con Alan Bates nel 1958 e nello Zoo di vetro nel 1965. Si è ritirata dalle scene negli anni 70, con una rappresentazione di Zio Vanja.
Apertamente lesbica, ha avuto una lunga relazione con l'attrice sudafricana Marda Vanne. Nel 1991 è stata eletta al rango di Dama Commendatore dell'Ordine dell'Impero Britannico, la donna più anziana ad ottenere il titolo prima del 2017, quando il record passò ad Olivia de Havilland.

## Filmografia parziale

### Cinema
- Ohm Kruger l'eroe dei Boeri (Ohm Krüger), regia di Hans Steinhoff (1941)
- Creatura del diavolo (The Witches), regia di Cyril Frankel (1966)
- Leone l'ultimo (Leo the Last), regia di John Boorman (1970)

### Televisione
- ITV Play of the Week - serie TV, 5 episodi (1959-1967)
- Le avventure di Sherlock Holmes  - serie TV, 1 episodio (1992)